# Bičići
 Bičići  (olaszul: Bicici) falu Horvátországban, Isztria megyében. Közigazgatásilag Barbanhoz tartozik.

## Fekvése
Az Isztria délkeleti részén, Pólától 21 km-re északkeletre, községközpontjáról 12 km-re délnyugatra fekszik.

## Története
A falu területe már az ókorban is lakott volt, ezt bizonyítja az itt feltárt késő ókori kőből falazott, mellékletek nélküli csontvázas sír.  A 952 és 1209 közötti időszakban az Isztria német hűbérurak uralma alatt volt. 1209-ben a Barbanština az aquilei pátriárka fennhatósága alá került, később 13. században a pazini grófság hűbérbirtoka volt. 1374-ben az utolsó pazini gróf halála után Habsburg uralom alá került.
1797-től 1813-ig francia uralom alatt állt, közben 1805-ben az Isztriával együtt a napóleoni Olasz Királyság része lett. A francia uralom több változást is hozott az isztriai települések életében, melyek közül a legfontosabb a hűbéri viszonyok megszüntetése, az egyházi befolyás csökkentése és a települések önállóságának növekedése voltak. Napóleon bukása után a bécsi kongresszus az Isztriát Ausztriához csatolta és egészen 1918-ig osztrák uralom alatt állt. A falunak 1880-ban 112, 1910-ben 124 lakosa volt. Az első világháború után a falu Olaszországhoz került.
Isztria az 1943-as olasz kapituláció után szabadult meg az olasz uralomtól. A második világháború után Jugoszlávia, majd Jugoszlávia felbomlása után 1991-ben a független Horvátország része lett. 2011-ben a falunak 68 lakosa volt. Lakói hagyományosan mezőgazdasággal (főként szőlőtermesztéssel) és állattartással foglalkoznak.

## Nevezetességei
A falu északi részén álló Szent Márton tiszteletére szentelt kis temploma valószínűleg a 11. században épült. 1315-ben megújították. Belsejében 14. századi freskók találhatók a „Dominus Bobosius” felirattal, mely név az isztriai határbejárás okiratából is ismert Martin Bobušić bíróként. A 14. század első feléből származó freskók a keresztre feszítést beszélik el. A határbejárás 1325-ben készült okirata egy Szent Márton kolostort is említ ezen a helyen.

## Lakosság
| Lakosság változása | Lakosság változása | Lakosság változása | Lakosság változása | Lakosság változása | Lakosság változása | Lakosság változása | Lakosság változása | Lakosság változása | Lakosság változása | Lakosság változása | Lakosság változása | Lakosság változása | Lakosság változása | Lakosság változása | Lakosság változása |
| ------------------ | ------------------ | ------------------ | ------------------ | ------------------ | ------------------ | ------------------ | ------------------ | ------------------ | ------------------ | ------------------ | ------------------ | ------------------ | ------------------ | ------------------ | ------------------ |
| 1857               | 1869               | 1880               | 1890               | 1900               | 1910               | 1921               | 1931               | 1948               | 1953               | 1961               | 1971               | 1981               | 1991               | 2001               | 2011               |
| 0                  | 0                  | 112                | 108                | 109                | 124                | 0                  | 0                  | 158                | 148                | 127                | 91                 | 83                 | 96                 | 88                 | 68                 |